# Двирниче
Двирни́че — налог XVII—XVIII веков в Буковине и части Молдовы.

## Общие сведения
Термин двирниче относится к специальному налогу XVII—XVIII веков, существовавшему в Молдове и Буковине. Он выплачивался местному феодалу за прогон по его землям домашнего скота, например, быков, коров, лошадей.

## Размер двирниче
В 1775 году размер двирниче в тогдашних деньгах Австро-Венгрии колебался от 4,5 крейцеров с коровы до 7,5 крейцеров за вола.